# Stade de Khaled bin Walid
Le stade de Khaled bin Walid (en arabe: ملعب خالد بن وليد) est un stade situé à Homs, en Syrie. 
D'une capacité de 35 000 places, c'est le 2e plus grand stade de Syrie. Il est actuellement utilisé principalement pour les matches de football. Il sert de terrain à Al Karama Homs.

## Situation géographique
Le stade est situé au sud-ouest de la ville, dans le quartier d'El Inshaat.

## Services
Quelques places de parking sont disponibles devant le stade.